# Alfred Balthoff
Alfred Balthoff (* 8. Dezember 1905 in Peiskretscham, Oberschlesien, heute Pyskowice; † 8. März 1989 in Wien) war ein deutscher Schauspieler, Hörspiel- und Synchronsprecher.

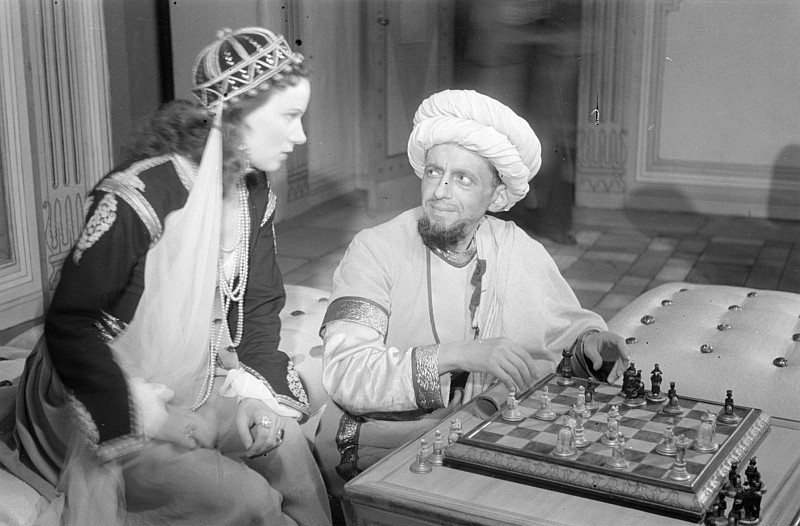
Alfred Balthoff (rechts), Szenenbild als Derwisch Al-Hafi mit Ingeborg Senkpiel in Nathan der Weise am Deutschen Theater Berlin, 1945

## Leben
Alfred Balthoff absolvierte seine Schauspielausbildung in den 1920er  Jahren in Wien und gab sein Bühnendebüt 1927 in Breslau. Es folgten Theaterengagements in Prag, Reichenberg und Berlin, wo Balthoff während der Zeit des Nationalsozialismus unter dem Namen Alfred Israel Berliner am Jüdischen Kulturbund spielte. Auch bei der letzten Inszenierung des Kulturbundes vor der Zwangsschließung im August 1941 (Spiel im Schloss nach Ferenc Molnár) wirkte er noch mit. Danach überlebte Balthoff im Berliner Untergrund. Nach dem Zweiten Weltkrieg arbeitete er zunächst wieder an Berliner Theaterbühnen, später in Düsseldorf sowie ab 1971 am renommierten Burgtheater in Wien.
Im Jahr 1947 gab Alfred Balthoff sein Filmdebüt in Kurt Maetzigs Ehe im Schatten. In dieser DEFA-Produktion verkörperte er als verfolgter jüdischer Schauspieler Kurt Bernstein ein Stück weit seine eigene Lebensgeschichte. Zwei weitere große Nachkriegsfilme bei der DEFA sollten folgen: Ebenfalls 1947 spielte er in Wozzeck und 1949 in dem Drama Unser täglich Brot. Danach war er in zahlreichen westdeutschen Produktionen zu sehen. Balthoffs Spezialität waren hintergründige, gebrochene und skurrile Charaktere. Er spielte in Literaturverfilmungen wie Lessings Heldinnen (neben Johanna von Koczian) und B. Travens Totenschiff (neben Mario Adorf und Horst Buchholz), in Wolfgang Liebeneiners Musikfilm Die Trapp-Familie (mit Ruth Leuwerik und Hans Holt), neben Giulietta Masina in Das kunstseidene Mädchen, in Josef von Bákys Kriminalfilm Gestehen Sie, Dr. Corda! (mit Hardy Krüger), in Robert Siodmaks Fluchtdrama Tunnel 28 und in der Simmel-Verfilmung Alle Menschen werden Brüder. Daneben übernahm er oft Gastrollen in Fernsehproduktionen wie Okay S.I.R., Alle Hunde lieben Theobald und Der Kommissar. Im Jahre 1959 spielte er unter Regisseur Falk Harnack die Hauptrolle in dem Fernsehspiel Der Fall Pinedust mit Franz Schafheitlin, Fritz Tillmann und Hans Christian Blech. 1972 verkörperte er in der sechsteiligen Fernsehserie Hauptbahnhof München die Hauptperson eines pensionierten Inspektors.
Alfred Balthoff wirkte seit Ende der 1940er Jahre in zahlreichen Hörspielproduktionen mit, vorwiegend in Hauptrollen. So war er 1949 in den Hörspielfassungen von George Bernard Shaws Die heilige Johanna als Dauphin und 1954 von Molières Tartuffe als Orgon zu hören. 1970 sprach er die Rolle des Prof. Faber in der WDR-Produktion Fahrenheit 451.
Zwischen 1949 und 1967 war Alfred Balthoff zudem bei rund 380 Synchronisationen tätig. Mit seiner hohen, sanften und leicht brüchigen Stimme sprach er oft ironische, tiefsinnige und vom Schicksal gezeichnete Charaktere. Dabei synchronisierte er berühmte Schauspielkollegen wie Fernandel (u. a. in den Guareschi-Verfilmungen Don Camillo und Peppone, Don Camillos Rückkehr und Genosse Don Camillo), Charlie Chaplin (in der ersten Synchronfassung von Rampenlicht), Joe E. Brown in der Musicalverfilmung  Show Boat Mississippi-Melodie, Louis de Funès (Der tolle Amerikaner), Alec Guinness (Hotel Paradiso), Herbert Lom (u. a. Spartacus), Joe E. Brown (Manche mögen’s heiß), Peter Lorre (u. a. 20.000 Meilen unter dem Meer), Groucho Marx (Skandal in der Oper), Anthony Quinn (Gefangene des Dschungels), Claude Rains (u .a. Berüchtigt), Edward G. Robinson (u. a. Cheyenne und Cincinnati Kid und Sieben gegen Chicago) und Peter Ustinov (u. a. als Nero in Quo vadis?). Seine letzte Synchronrolle war Vampirjäger Prof. Abronsius (Jack MacGowran) in Roman Polańskis Tanz der Vampire.
Alfred Balthoff starb am 8. März 1989 im Alter von 83 Jahren in Wien an Herzversagen und wurde auf dem Friedhof in Mödling bei Wien beigesetzt.

## Synchronarbeiten (Auswahl)
- Fernandel als Don Camillo in drei von fünf Filmen der Reihe Don Camillo und Peppone
- Cecil Kellaway als Dr. William Chumley im Film Mein Freund Harvey aus dem Jahr 1950.

## Filmografie (Auswahl)
- 1947: Ehe im Schatten
- 1947: Wozzeck
- 1949: Unser täglich Brot
- 1949: Figaros Hochzeit
- 1953: Liebeserwachen
- 1954: Glückliche Reise
- 1954: Ihre große Prüfung
- 1956: Nathan der Weise (Fernsehfilm)
- 1956: Schiff ohne Hafen (Fernsehfilm)
- 1956: Die Trapp-Familie
- 1957: Siebenmal in der Woche
- 1957: Träume von der Südsee
- 1958: Das Geld, das auf der Straße liegt (Fernsehfilm)
- 1958: Schwarzer Stern in weißer Nacht
- 1958: Gestehen Sie, Dr. Corda!
- 1958: Madeleine Tel. 13 62 11
- 1958: Das Glück sucht seine Kinder (Fernsehfilm)
- 1959: Eine Nummer zu groß (A Hole in the Head, Sprecherrolle)
- 1959: Dorothea Angermann
- 1959: Gesucht wird Mörder X (Fernseh-Vierteiler)
- 1959: Der Fall Pinedus (Fernsehfilm)
- 1959: 2 x Adam, 1 x Eva
- 1959: Das Totenschiff
- 1959: Tausend Sterne leuchten
- 1959: Strafbataillon 999
- 1960: Das kunstseidene Mädchen
- 1960: Heldinnen
- 1961: Und sowas nennt sich Leben
- 1961: Die Mitschuldigen (Fernsehfilm)
- 1961: Die Auster und die Perle (Fernsehfilm)
- 1961: Die Stunde, die du glücklich bist
- 1961: Unter Ausschluß der Öffentlichkeit
- 1962: Tunnel 28
- 1962: Tevya und seine Töchter (Fernsehfilm)
- 1962: Der Rosenstock (Fernsehfilm)
- 1963: Ein Todesfall wird vorbereitet (Fernsehfilm)
- 1964: Nebelmörder
- 1964: Der Mann mit dem Zylinder (Fernsehfilm)
- 1964: Eurydike (Fernsehfilm)
- 1965: Die Häuser des Herrn Sartorius (Fernsehfilm)
- 1965: Auf einem Bahnhof bei Dijon (Fernsehfilm)
- 1965: Der Kandidat (Fernsehfilm)
- 1965: Das Landhaus (Fernsehfilm)
- 1965: Brooklyn-Ballade (Fernsehfilm)
- 1966: Des Pfarrers Freunde (Fernsehfilm)
- 1966: Die gelehrten Frauen (Fernsehfilm)
- 1966: Wo wir fröhlich gewesen sind (Fernsehfilm)
- 1966: Jacobowsky und der Oberst (Fernsehfilm)
- 1967: O'laherty (Fernsehfilm)
- 1967: Ist er gut? Ist er böse? (Fernsehfilm)
- 1967: Alle Reichtümer der Welt (Fernsehfilm)
- 1967: Sherlock Holmes – Sechsmal Napoleon (Fernsehserie)
- 1967: Der Tag, an dem die Kinder verschwanden (Fernsehfilm)
- 1969: Das Vermächtnis (Fernseh-Zweiteiler)
- 1969: Flucht nach Ägypten (Fernsehfilm)
- 1969: Alle Hunde lieben Theobald – Barry und die Schmetterlinge
- 1969–71: Percy Stuart (Fernsehserie; 50 Folgen)
- 1969: Sie schreiben mit – Zu jung, um alt zu sein (Fernsehserie)
- 1969: Sie schreiben mit – Der Zeitungsverkäufer (Fernsehserie)
- 1970: Die Herberge (Fernsehfilm)
- 1970: Ein ruhiges Heim (Fernsehfilm)
- 1970: Wer ist der Nächste? (Fernsehfilm)
- 1970: Hauptbahnhof München
- 1970: Der Kommissar: Der Mord an Frau Klett
- 1970: Krebsstation (Fernseh-Zweiteiler)
- 1971: Nachricht aus Colebrook (Fernsehfilm)
- 1971: Die seltsamen Abenteuer des geheimen Kanzleisekretärs Tusmann
- 1972: Der Kommissar: Ende eines Humoristen
- 1973: Alle Menschen werden Brüder
- 1974: Man spielt nicht mit der Liebe (Fernsehfilm)
- 1974: Okay S.I.R. – Das Gegenstück
- 1977: Cella oder Die Überwinder (Fernsehfilm)
- 1980: Meister Timpe (Fernseh-Zweiteiler)
- 1981: Polizeiinspektion 1 – Der nächtliche Gast (Fernsehserie)
- 1982: Die Krimistunde (Fernsehserie, Folge 2, Episode: "Das Haus des Colonels")
- 1982: Einer muß der Dumme sein (Fernsehfilm)
- 1982: Leben im Winter (Fernsehfilm)

## Theater
- 1947: L. Scheinin/Gebrüder Tur: Oberst Kusmin (deutscher Kommunist) – Regie: Robert Trösch (Theater am Schiffbauerdamm Berlin)

## Hörspiele (Auswahl)
- 1947: Die fremde Stadt
- 1949: Tat und Sühne des Studenten Radionomanowitsch Raskolnikoff
- 1949: Der Revisor
- 1949: George Bernard Shaw: Die heilige Johanna (Dauphin) – Regie: Alfred Braun
- 1949: Geheimakte CB 200
- 1950: Staatsgeheimnis
- 1950: Drei Menschen
- 1950: Der Mantel
- 1951: Hinter sieben Fenstern brennt noch Licht
- 1952: Jasons letzte Nacht
- 1952: Der Graue
- 1952: Tante Voss
- 1953: Hirnverbranntes Herz
- 1954: Angst
- 1954: Tartuffe
- 1955: Heimkehr
- 1956: Das Haus voller Gäste
- 1956: Der Stern über der Stadt
- 1956: So weit die Füße tragen
- 1956: Ahasver
- 1957: Amerika
- 1957: Abendstunde im Spätherbst
- 1958: Brennpunkt
- 1958: Alexander in Athen
- 1959: Die Heirat
- 1959: Lohengrin
- 1960: Von Ratten und Evangelisten
- 1961: Die Schwebebahn
- 1961: Eli
- 1961: Der Fluggast
- 1961: Herr Badin
- 1962: Der törichte Jüngling
- 1962: Ein ausgebrannter Fall
- 1963: Gestatten, mein Name ist Cox – Die kleine Hexe
- 1964: Träume
- 1964: Mord in Studio Eins
- 1965: Der Lautforscher
- 1967: Requiem für Josephine
- 1967: Die Urkunde
- 1968: Salzwege
- 1969: Die schwierige Aufgabe
- 1969: Dylan Thomas: Unter dem Milchwald – Regie: Raoul Wolfgang Schnell
- 1970: Faust – Der Tragödie dritter Teil
- 1970: Fahrenheit 451
- 1972: Die Schachpartie